# Oddone II (vescovo di Novara)
Oddone II (Novara, ... – 18 agosto 1079) è stato un vescovo cattolico italiano.
Venne soprannominato il Prudentissimo.

## Biografia
Oddone II era di nobile famiglia, probabilmente di origini novaresi.
Fu eletto vescovo di Novara il 10 giugno 1054 e in quello stesso anno fu a Costantinopoli come ambasciatore imperiale per conto di Enrico III.
Nel 1057 ospitò nell'Abbazia di San Sebastiano di Fontaneto il Sinodo provinciale milanese presieduto dall'arcivescovo metropolita Guido da Velate, che condannò l'eresia patarinica.
Nel 1059 partecipò al Concilio Lateranense II che approvò nuove norme sulla elezione del pontefice. L'anno successivo, il 13 aprile ricevette da Enrico IV e dall'imperatrice madre Agnese, un diploma che lo confermava a capo della Chiesa novarese con tutti i suoi beni.
Partito per un pellegrinaggio alla volta di Gerusalemme, morì nel viaggio di ritorno il 18 agosto 1079.
Nella documentazione della cattedrale, il suo nome viene indicato con inchiostro rosso, segno dell'importanza del personaggio.